# Fästningen Heliga Elisabet

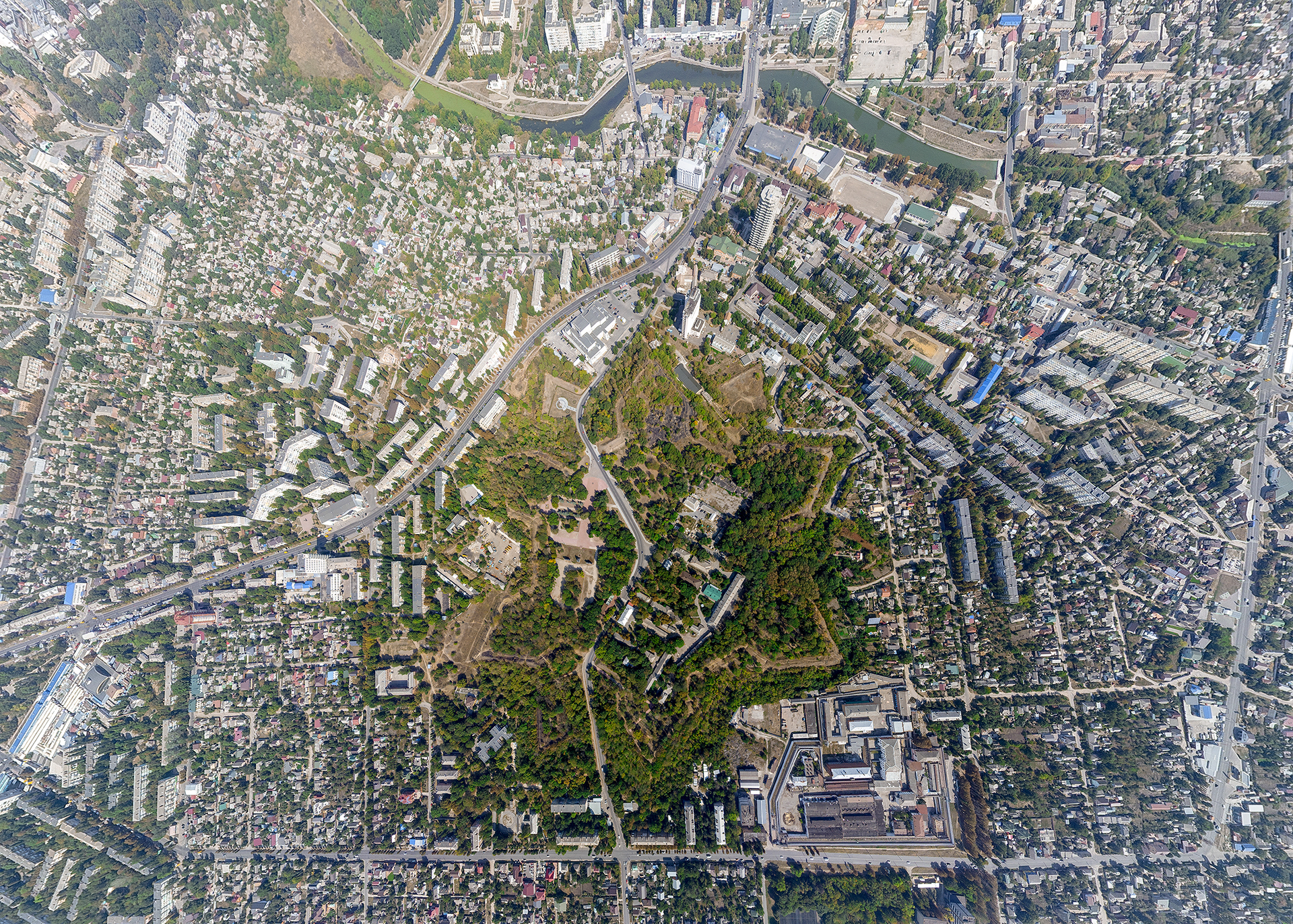
Utsikt från ovan

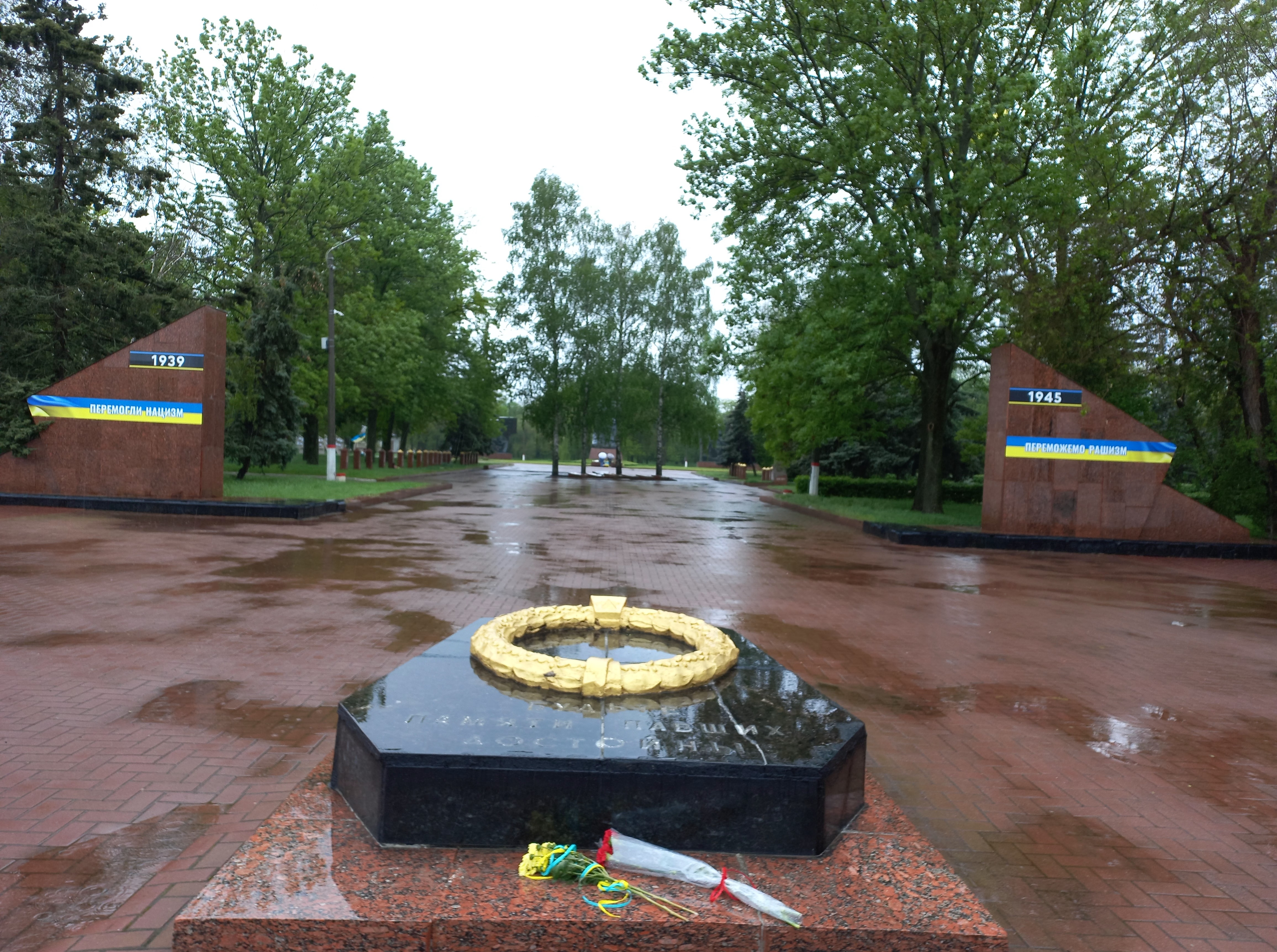
Militärkyrkogård

Fästningen Hl. Elisabeth (Ukr. Фортеця Св. Єлизавети) Det är en stjärnformad fästning i staden Kropyvnytskyj, en av 10 sådana fästningar i hela Europa och huvudsymbolen för centrala Ukraina
Efter grundandet av kolonin "Nya Serbien" av sydeuropeiska immigranter, byggde de ukrainska kosackerna, på order av den ryska kejsarinnan Elizaveta Petrovna, denna fästning för att skydda dessa territorier från det osmanska rikets attacker. År 1654 skapades en militär allians, inom ramen för vilken ukrainare deltog i flera krig på Rysslands sida. Under kriget med det osmanska riket 1768-1774. fästningen, utrustad med 6 tusen soldater, klarade framgångsrikt en massiv belägring av 70 000 angripare och slog tillbaka turkarnas attack. År 1784 transporterades kanoner från fästningen till Cherson. År 1794 fanns det 162 kanoner som tjänade 277 soldater. Efter 1700-talet fanns bara två kanoner bevarade – de stod på stenpiedestaler nära ingången till huvudporten .
Under kriget med den ukrainska folkrepubliken ockuperades staden av kommunisterna, som gjorde ett fängelse här för politiska motståndare. Under den artificiellt framkallade hungersnöden och det erkända folkmordet på ukrainare 1932-1933 och förtrycket 1937, begravde OGPU och NKVD (sovjetiska specialtjänster) i hemlighet kropparna av de som dog av hunger och de som förtrycktes i massgravar. Det var förbjudet att diskutera ämnet sovjetiskt politiskt förtryck även i privata samtal, än mindre i massmedia; något omnämnande av det resulterade i att författaren fängslades eller placerades på mentalsjukhus, detta fortsatte fram till diktaturens fall 1991 .
Under den nazistiska ockupationen av staden 1941 till 1944 sköts tusentals judar och motståndsmän upprepade gånger här. Efter befrielsen begravdes de döda här. Sedan 1950 har ett stort minnesmärke över andra världskrigets offer byggts här, som innehåller 50 000 gravar, mestadels ukrainare och judar. På 1960-talet restes stenmonument på gravarna och i början av 1980-talet placerades skulpturer i mitten av gravarna. Det finns monument tillägnade hjältarna från andra världskriget och det rysk-ukrainska kriget (2014-). Dessutom, 2016, uppfördes ett monument över offren för Holodomor 1932-1933 .